# 口絵
口絵（くちえ）とは、イラストレーションの一種であるが、必ず単行本、雑誌などの巻頭に入れられたものを指す。このため、フロンティスピース（扉絵）とも呼ばれる。近年、美術的価値を認められる作品は木版画による木版口絵である。本項もこの木版口絵について述べる。

## 起源
口絵の重要な使命は小説における主人公の紹介にあった。小説の粗筋、事件などを表す必要はなく、登場人物の風貌や性格をその時の風俗とともに描き出して、口絵に描かれた人物を見ただけで時代やその人物の社会的身分、地位などといった特徴を読者が把握できるようにすることにあった。これは、江戸後期の読本のジャンルからはじまったもので、曲亭馬琴の作品には、刊行するごとに巻頭の何丁分かを利用して、主人公のみならず登場人物の紹介をおこなったものがある。
鏑木清方によれば「草双紙はすべて上下二冊が一編になる仕組でこれを一緒に出版する。二冊とも表紙に木版極彩色のものが附いていて、並べれば画面は続く。これが口絵に転化していったものではないかと思うのである」。という説と、絵草子の中の一ページが登場人物を紹介するという口絵の目的に沿って描かれ大型化したものであるという説がある。

## 概要
口絵に使用される版画には木版画、石版画、銅版画、コロタイプ及び写真があるが、現在において美術品として価値が認められており、注目を集めているのは浮世絵版画と同様の技術で制作された木版画による口絵である。江戸時代における浮世絵木版画の場合には絵師、彫師、摺師、版元による四者協同により仕上げられる作品であったが、近代文学木版口絵においては出版社がかつての版元の役割を果たし、そこに文学者も加わって五者による協同作品となり、口絵を描く画家には事前に文学作品を読解することが義務付けられるようになった。この木版口絵のサイズはおよそA4サイズ（29、7×21cm）でそれが三つ折、四つ折の折込となるか、または菊判サイズ（15、2×21、8cm）の本に見開き、一頁物となって単行本や雑誌の巻頭につけられた彩色摺りの木版画であった。
時期の早いものでは1884年（明治17年）に出版された歌川国松の「南海紀聞誉音信」があり、また、1889年（明治22年）に春陽堂から刊行された『新作十二番』という文芸叢書のシリーズ、1895年（明治28年）に博文館から雑誌『文芸倶楽部』が発行されると、読者を惹きつける目的で高価につくのも厭わずに木版口絵をつけることとした。それからほぼ毎年毎号、発刊第一号から大正3年半ばまで極彩色による木版口絵が20年間にわたって雑誌巻頭に挿入され続けた。こうして、明治30年代には口絵の入らない雑誌や本は売れないといわれるまでに多色摺り木版口絵は隆盛を極めた。木版口絵の中には江戸期の摺物を思わせるような、入念な彫り摺りで奉書紙木版数十度手摺の贅を尽したものも見られ、このような明治後期の「木版口絵の時代」における挿絵・口絵の制作のあり方が、江戸錦絵の復興や伝統木版の復権としての「新版画」成立への架橋となっているとの指摘もある。
その後、『文芸倶楽部』においては8年目にあたる1902年（明治35年）からは完全に独立した美人画を口絵として採用するようになり、20年目となる1914年（大正3年）に木版口絵の掲載をやめるまでにつけられた口絵の総数は295枚に上るが、その内、美人画は193枚、実に『文芸倶楽部』の口絵総数の3分の2は小説に該当しないものであった。大正に入ってからも家庭小説などに木版口絵は描かれていたが、新たに興った自然主義文学には木版口絵は必要とされず、大正初期の頃には従来の木版に比べて安価に仕上がるにリトグラフやオフセットの口絵に取って代わられた。そのような中でも1939年（昭和14年）の頃まで鰭崎英朋や鏑木清方によって単行本の口絵が木版画で描かれていた。

## 作品
- 富岡永洗「虫干し図」（『日用百科全書 第六編 衣服と流行』口絵） 博文館、1895年
- 富岡永洗 「ひげ男」 幸田露伴著 博文館、1896年
- 水野年方 「八幡の狂女」（『文芸倶楽部』7巻4号口絵） 博文館、1901年
- 鰭崎英朋 「いささ川」 柳川春葉著 春陽堂、1905年
- 宮川春汀 「露子夫人」 草村北星著 隆文館、1905年
- 梶田半古 「天うつ浪」 幸田露伴著 春陽堂、1906年
- 尾形月耕 「初雷」（『文芸倶楽部』17巻8号口絵） 博文館、1911年
- 鏑木清方 「新天人」 小杉天外著 春陽堂、1914年
- 鰭崎英朋 「復讐」前後 前田曙山著 講談社、1926年
- 鏑木清方 「薄紅梅」 泉鏡花著 中央公論社、1939年

## 主要な画家

### 第一世代
- 安達吟光、尾形月耕、久保田米僊、小林永濯、鈴木華邨、武内桂舟、富岡永洗、松本楓湖、三島蕉窓、水野年方、渡辺省亭、梶田半古、川合玉堂、小堀鞆音、寺崎広業、山田敬中、稲野年恒、筒井年峰、右田年英、山崎年信、小林永興、富田秋香、坂田耕雪、月岡耕漁

### 第二世代
- 片山春帆、小島沖舟、田代暁舟、中江玉桂、山中古洞、井川洗厓、公文菊仙、桐谷洗鱗、小峰大羽、塚原千草、浜田如洗、松本洗耳、宮川春汀、荒井寛方、池田輝方、池田蕉園、大野静方、鏑木清方、須藤宗方、平田月方、伊東英泰、河合英忠、鰭崎英朋、赤井恒茂、尾竹国一、尾竹竹坡、尾竹国観

### 講談本口絵
- 歌川国松、笠井鳳斎、後藤芳景、鈴木錦泉、田口年信、名和永年、長谷川貞信 (3代目)